# Letlhakeng
Letlhakeng – miasto w Botswanie, w dystrykcie Kweneng. W 2008 liczyło 7 311 mieszkańców.